# Bach-Archiv Leipzig

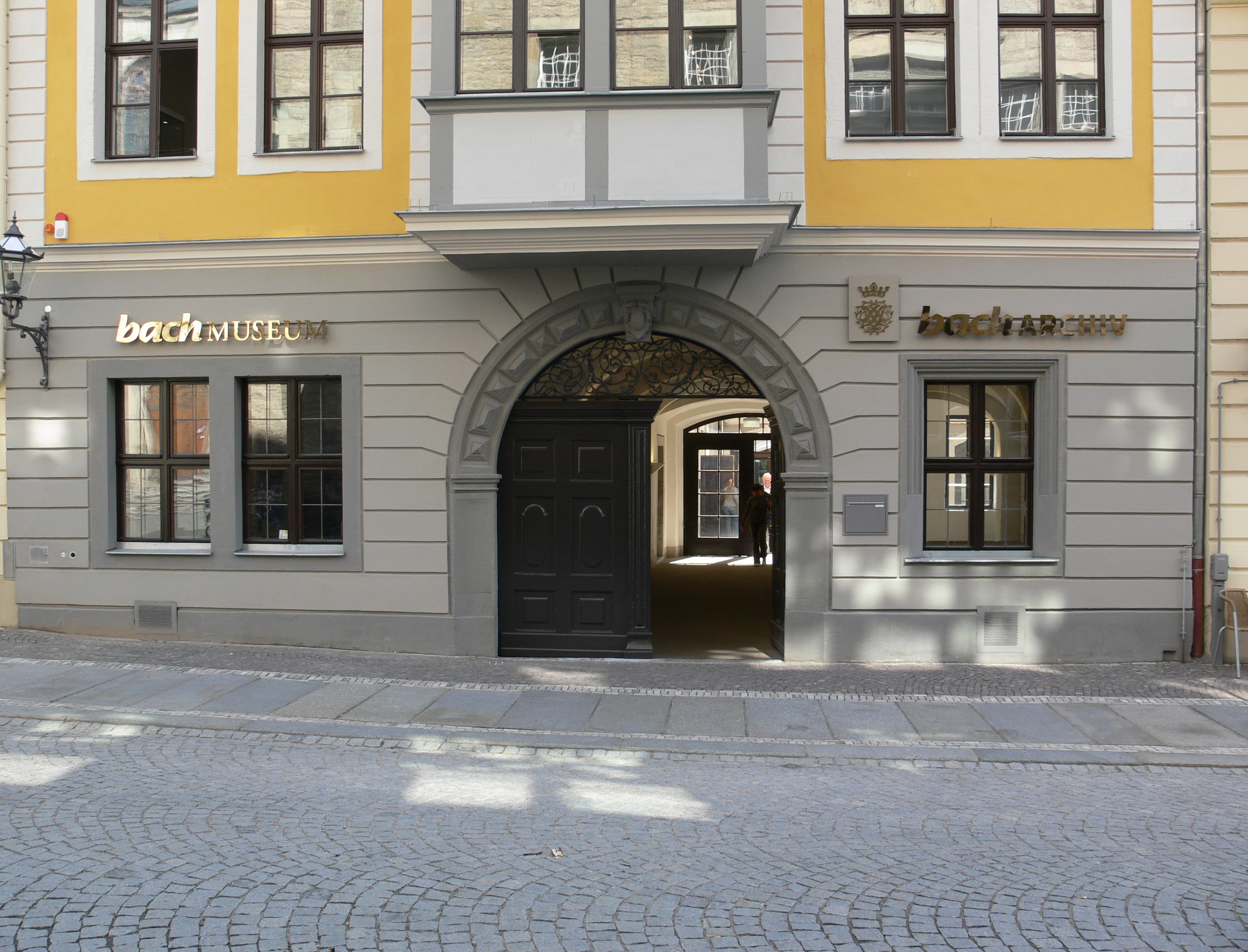
Le Bach-Archiv et le Bach-Museum à la Bosehaus.

Le Bach-Archiv Leipzig est une institution culturelle dédiée à la documentation et à la recherche de la vie et œuvre de Jean-Sébastien Bach, ainsi qu'à la famille Bach. Depuis 1985, le Bach-Archiv loge à la maison historique Bosehaus, à Leipzig, en Allemagne.

## Histoire
Le Bach-Archiv est créé en 1950 dans la République démocratique allemande, à l'occasion du 200e anniversaire de la mort du compositeur, à la suite d'une initiative de Werner Neumann soutenue par la ville de Leipzig et le land de Saxe. L'organisation occupe premièrement les locaux de la mairie, avant de déménager au palais de Gohliser Schlösschen, en 1951.
En 1985, le bâtiment de la Bosehaus, situé dans le Thomaskirchhof, devient la nouvelle maison du Bach-Archiv Leipzig. Une année après, le professeur Hans-Joachim Schulze devient directeur de l'archive.
Depuis 1999, l'institution organise le Bachfest Leipzig, un festival de musique crée par la Neue Bachgesellschaft. Cette même année le Bach-Archiv devient un institut de l'université de Leipzig.
En 2019, le chef d'orchestre Ton Koopman est nommé président de l'archive, remplaçant John Elliot Gardiner.
Le Bach-Archiv organise aussi le Concours international Jean-Sébastien-Bach.

## Directeurs
- 1950–1973 : Werner Neumann
- 1974–1979 : Hans-Joachim Schulze
- 1979–1991 : Werner Felix
- 1992–2000 : Hans-Joachim Schulze
- 2001-2013 : Christoph Wolff[5]
- 2014-2019: Peter Wollny ; Sir John Eliot Gardiner est installé dans la nouvelle fonction de Président[6]
- 2019–actuellement : Ton Koopman[7]